# MBC 외화시리즈
MBC 외화시리즈는 MBC에서 방송되었던 해외 텔레비전 드라마다.

## 방송 시간(토요일)
| 방송 기간                          | 방송 시간              | 방송 분량 |
| ---------------------------------- | ---------------------- | --------- |
| 1999년 2월 20일 ~ 2001년 11월 3일  | 매주 토요일 오후 12:10 | 50분      |
| 2001년 12월 29일 ~ 2006년 4월 29일 | 매주 토요일 오후 13:10 | 50분      |

## 방송 시간(심야 시간)
| 방송 기간                          | 방송 시간                             | 방송 분량            |
| ---------------------------------- | ------------------------------------- | -------------------- |
| 2003년 11월 7일 ~ 2004년 4월 30일  | 매주 금요일 밤 12:20                  | 50분                 |
| 2004년 5월 16일 ~ 2005년 6월 26일  | 매주 일요일 밤 12:25                  | 50분                 |
| 2005년 7월 3일 ~ 2006년 1월 8일    | 매주 일요일 밤 12:20                  | 50분                 |
| 2006년 1월 15일 ~ 2007년 3월 11일  | 매주 일요일 밤 12:25                  | 50분                 |
| 2007년 3월 17일 ~ 2007년 6월 3일   | 매주 토요일 밤 12:35, 일요일 밤 11:40 | 50분(이틀 연속 방영) |
| 2007년 6월 16일 ~ 2007년 9월 9일   | 매주 토요일, 일요일 밤 11:40          | 50분(이틀 연속 방영) |
| 2007년 9월 15일 ~ 2007년 3월 22일  | 매주 토요일 밤 12:35                  | 50분(2회 연속 방영)  |
| 2008년 3월 29일 ~ 2008년 5월 31일  | 매주 토요일 밤 12:35                  | 50분                 |
| 2008년 6월 1일 ~ 2008년 7월 6일    | 매주 일요일 밤 12:55                  | 50분                 |
| 2008년 7월 13일 ~ 2008년 11월 16일 | 매주 일요일 밤 11:45                  | 50분(2회 연속 방영)  |
| 2008년 11월 23일 ~ 2009년 1월 4일  | 매주 일요일 밤 11:35                  | 50분(2회 연속 방영)  |
| 2009년 1월 11일 ~ 2009년 8월 30일  | 매주 일요일 밤 11:50                  | 50분                 |
| 2009년 9월 6일 ~ 2010년 6월 6일    | 매주 일요일 밤 11:35                  | 50분                 |
| 2010년 6월 13일 ~ 2010년 7월 18일  | 매주 일요일 밤 11:35                  | 50분(2회 연속 방영)  |
| 2010년 7월 25일 ~ 2010년 10월 3일  | 매주 일요일 밤 12:25                  | 50분                 |
| 2010년 11월 7일 ~ 2012년 5월 20일  | 매주 일요일 밤 11:50                  | 50분                 |
| 2012년 5월 27일 ~ 2012년 5월 20일  | 매주 일요일 밤 11:50                  | 50분                 |
| 2012년 5월 27일 ~ 2012년 6월 17일  | 매주 일요일 밤 12:00                  | 50분                 |
| 2012년 6월 24일 ~ 2012년 7월 22일  | 매주 일요일 밤 12:20                  | 50분                 |
| 2012년 8월 19일 ~ 2012년 9월 16일  | 매주 일요일 밤 11:50                  | 50분                 |
| 2012년 9월 23일 ~ 2012년 11월 25일 | 매주 일요일 밤 12:00                  | 50분                 |
| 2012년 12월 2일 ~ 2013년 3월 17일  | 매주 일요일 밤 12:00                  | 50분                 |
| 2013년 3월 24일 ~ 2013년 4월 14일  | 매주 일요일 밤 1:10                   | 50분                 |

## 방송 목록(1999년 이전)
- 《특수공작원 소머즈》
- 《스타스키와 허치》
- 《헐크》
- 《기동순찰대》
- 《아이언사이드》
- 《닥터 개논》
- 《타잔》
- 《벤 케이시》
- 《추격》
- 《유령 야화》
- 《맥가이버》
- 《개구장이 푸무클》
- 《스타트렉 TNG》
- 《에어울프》
- 《머나먼 정글》
- 《형사 플래시》
- 《긴급출동 911》
- 《레니게이드》
- 《불가사의의 세계》
- 《스페이스 2063》
- 《노아의 아이들》
- 《미녀와 벰파이어》
- 《스티븐 킹의 실험험인간》
- 《존그리삼의 의뢰인》
- 《인베이더》
- 《욕망이라는 이름의 전차》

## 방송 목록(1999년 이후)

### 토요일
- 《동양특급 로형사 시즌 1~2》 : 1999년 2월 20일 - 2000년 12월 9일
- 《애들이 줄었어요》 : 1999년 7월 24일 - 2000년 2월 9일
- 《깜짝박물관 믿거나 말거나 시즌 1》 : 2000년 12월 16일 - 2001년 5월 12일
- 《도망자》 : 2001년 5월 19일 - 2001년 11월 3일
- 《CSI 라스베가스 시즌 1~2》 : 2001년 12월 29일 - 2002년 11월 2일
- 《깜짝박물관 믿거나 말거나 시즌 2》 : 2002년 11월 9일 - 2003년 4월 12일
- 《CSI 라스베가스 시즌 3》 : 2003년 4월 26일 - 2003년 9월 20일
- 《깜짝박물관 믿거나 말거나 시즌 3》 : 2003년 9월 27일 - 2004년 1월 31일
- 《스몰빌 시즌 1》 : 2004년 2월 7일 - 2004년 6월 19일
- 《깜짝박물관 믿거나 말거나 시즌 4》 : 2004년 6월 26일 - 2004년 12월 18일
- 《24 시즌 1~2》 : 2005년 1월 8일 - 2005년 12월 31일
- 《스몰빌 시즌 2 파트 1》 : 2006년 1월 7일 - 2006년 4월 29일

### 심야
- 《CSI 마이애미 시즌 1》 : 2003년 11월 7일 - 2004년 5월 9일
- 《CSI 라스베가스 시즌 4》 : 2004년 5월 16일 - 2004년 12월 12일
- 《CSI 마이애미 시즌 2》 : 2005년 1월 2일 - 2005년 6월 29일
- 《CSI 라스베가스 시즌 5》 : 2005년 7월 3일 - 2006년 1월 8일
- 《CSI 마이애미 시즌 3》 : 2006년 1월 14일 - 2006년 8월 13일
- 《스몰빌 시즌 2 파트 2》 : 2006년 5월 14일 - 2006년 8월 27일
- 《CSI 라스베가스 시즌 6》 : 2006년 8월 20일 - 2007년 3월 11일
- 《CSI 마이애미 시즌 4》 : 2007년 3월 17일 - 2007년 6월 13일
- 《CSI 라스베가스 시즌 7》 : 2007년 6월 16일 - 2007년 9월 9일
- 《CSI 뉴욕 시즌 1》 : 2007년 9월 15일 - 2007년 12월 8일
- 《CSI 뉴욕 시즌 2》 : 2007년 12월 15일 - 2008년 3월 22일
- 《CSI 마이애미 시즌 5》 : 2008년 3월 29일 - 2008년 7월 6일
- 《CSI 라스베가스 시즌 8》 : 2008년 7월 13일 - 2008년 9월 28일
- 《CSI 뉴욕 시즌 3》 : 2008년 10월 5일 - 2008년 12월 28일
- 《CSI 마이애미 시즌 6》 : 2009년 1월 4일 - 2009년 5월 31일
- 《CSI 뉴욕 시즌 4》 : 2009년 6월 7일 - 2009년 11월 8일
- 《CSI 라스베가스 시즌 9》 : 2009년 11월 15일 - 2010년 5월 9일
- 《CSI 마이애미 시즌 7》 : 2010년 5월 16일 - 2010년 10월 3일
- 《CSI 마이애미 시즌 8》 : 2010년 11월 7일 - 2011년 5월 15일
- 《CSI 라스베가스 시즌 10》 : 2011년 5월 22일 - 2011년 10월 30일
- 《CSI 마이애미 시즌 9》 : 2011년 11월 20일 - 2012년 5월 20일
- 《CSI 라스베가스 시즌 11》 : 2012년 5월 27일 - 2012년 11월 4일
- 《CSI 마이애미 시즌 10》 : 2012년 11월 11일 - 2013년 4월 14일

## 특선
- 《밴드 오브 브라더스》 : 2004년 10월 17일 - 2004년 12월 19일 (10부작, 일요일 밤 11시 30분)
- 《종착역》 : 2008년 8월 25일 - 2008년 10월 14일 (16부작, 월~화 오전 11시)
- 《대진제국》 : 2008년 12월 29일 - 2009년 1월 20일 (8부작, 월~화 오전 11시)
- 《먼데이 모닝스》 : 2014년 (지역MBC 공동 편성(부산, 대구, 광주, 대전, 울산, 전주), 수도권 지역 미편성)
- 《더 라인》 : 2014년 (지역MBC 공동 편성(부산, 대구, 광주, 대전, 울산, 전주), 수도권 지역 미편성)

## 시청률
- 1990년대 후반까지 시청률 인기를 누렸으나, 2000년대 초중반 이후부터 케이블TV 채널와 인터넷, 웹하드, 콘텐츠 보급 확산으로 인기가 갈수록 떨어지자, 2010년대에 들어서 외화시리즈 작품이 3% 애국가 시청률 저조한 성적이다.

## 같이 보기
- 해외걸작드라마(KBS 외화시리즈)
- 해외 특별기획 드라마
- SBS 외화시리즈